# Malaspina/Bonanotte 'a sposa
Malaspina/Bonanotte 'a sposa, pubblicato nel 1968, è il 40° singolo di Mario Merola

## Storia
Il disco contiene due cover.

## Tracce
Lato A
- Malaspina (De Crescenzo - Acampora)

Lato B
- Bonanotte 'a sposa (Malozzi - Gallo - Avitabile)